# Зелено движение
 Тази статия е за партията, основана през 2008 г..  За партията, основана през 1989 г. вижте Зелена партия (България).  
Партия „Зелено движение“ (преди „Зелените“) е българска зелена политическа партия, учредена на 18 май 2008 г. в София.
Самоопределя се като:
| „ | Сдружение от личности, които приемат морално-етичните принципи за опазване на околната среда, природа и културно-историческо наследство, утвърждаването и спазването на човешките права, парламентарното държавно управление с разширяване на пряката демокрация, либералните икономически принципи, отстояването на идентичността на българската нация, култура и традиции. | “ |

„Зелено движение“ са пълноправен член на Европейската зелена партия (ЕЗП) от 12 май 2013 г.
Партията се бори, според своя устав, за „защитата на околната среда и запазването на природата като постоянна действаща доктрина и приоритет в настоящото и бъдещото устойчиво развитие на държавата и гражданското общество.“

## История

### Учредяване
На учредителната конференция на партията участват над 500 делегати. За съпредседатели на партия Зелените са избрани: Андрей Ковачев, Деница Петрова, Петко Ковачев. Решението за първоначална регистрация на партията е от 4 ноември 2008 г.

### Членство в Европейската зелена партия
Скоро сред учредяването си, партията придобива със статут на наблюдател (англ. observer) в ЕЗП, от съвета на ЕЗП в Малмьо през 2009 г.
„Зелено движение“ са пълноправен член на Европейската зелена партия (ЕЗП) от 12 май 2013 г.

### Промяна на името
През 2019 г. ПП Зелените променя своето наименование на „Зелено движение“, а промяната е регистрирана в съда на 4 юни 2019 г. Решението за преименуване е взета от Националната събрание на партията на 21 април 2019 г. и е продиктувано от нуждата за отличимост на наименованието след съдебен спор пред ВКС.

## Участия в избори

### Избори за Европейски парламент (2009)
На 12 май 2009 Зелените внасят документи за регистрация на партията за участие в изборите за членове на Европейския парламент. Регистрацията е потвърдена от ЦИКЕП. Партията успешно преодолява бариерата, поставена на 31 март 2009 г. от управляващите партии в Народното събрание, чрез промяната на Закона за европейските избори, когато депозитът за участие в изборите е увеличен от 15 хил. лв. на 50 хил. лв. ПП Зелените успява да събере сумата от 50 хил. лв. за депозит за участие в изборите изцяло с дарения от граждани в кампания, проведена както по интернет, така и с изнесени щандове в различни градове в страната.
Програмата Зелените при изборите за ЕП се фокусира върху природозащитни каузи като съхраняване на дивата природа и биоразнообразие в Европа. Намаляване на обезлесяването и съвместни действия за опазване и устойчиво ползване на горите в Европа; предотвратяване на замърсяването на въздуха, почвите и водите и ефективно налагане на тежки санкции за фирмите замърсители с въвеждане на нови, по-строги и изчерпателни директиви. Стимулирането на зелената икономика намира място в програмата чрез развитие на биологичното земеделие и производството на биопродукти; подкрепа за българските фермери, произвеждащи качествени и чисти храни; осигуряване енергийната независимост на отделните домакинства и общности; европейски инвестиции за енергийна ефективност, природосъобразна и безопасна енергия от ВЕИ; създаване на нови „зелени“ работни места, основани на развитие на чисти технологии, устойчив туризъм и горско стопанство, биологично земеделие. Силно присъствие в заемат основни човешки права и социални права, като премахване на всички форми на дискриминация и нетолерантност; осигуряване на добро качество на живота на гражданите и защита от социална изолация; ефективно опазване на общественото здраве и осигуряване на качествена и достъпна здравна помощ; достъп до качествено образование и възможности за обучение през целия живот.
Водач на листата от кандидати за членове на Европейски парламент е Андрей Ковачев, биолог и природозащитник, бивш Председател на сдружение за дива природа „Балкани“. В листата личат имената на неколцина изявени общественици:
- Даниела Божинова, инициатор и активист при местните референдуми в Бургас и Южното Черноморие срещу проекта за нефтопровод Бургас-Александруполис;[14][15]
- Деница Петрова, тогава съ-председател на партията, а впоследствие официален представител на „Грийнпийс“ за България;[16]
- Богомил Шопов, известен застъпник за интернет свободи;[17][18]
- Борислав Сандов, учредител и председател на Университетски клуб за екология и устойчиво развитие към СУ „Св. Климент Охридски“ – UNECO;
- Ясен Атанасов, писател и литератор;
- Ангел Игов, писател и журналист;
- Ивайло Стоименов, Студентски съвет към СУ и студентското Дружество за ООН, активист от еко-протестите за Натура 2000 през 2007 г.

Резултатите от изборите за представители в ЕП показват общо 18 444 гласа подадени за „Зелените“, или 0,72 % от гласовете, което е недостатъчно за получаване на мандат за излъчване на представител.

### Парламентарни избори (2009)
На 5 юли 2009 Зелените внасят документи за регистрация на партията за участие в парламентарните избори в България 2009. Регистрацията е потвърдена от ЦИК. Партията успешно преодолява бариерата, поставена от управляващите партии в Народното събрание, чрез промяната на Закона за изборите за народни представители, когато депозитът за участие в изборите е увеличен на 50 хил. лв. Подобна на изборите за Европейски парламент ок. месец по-рано, ПП Зелените успява да събере сумата от 50 хил. лв. за депозит за участие в изборите изцяло с дребни дарения от граждани в кампания, проведена както по интернет, така и с изнесени щандове в различни градове в страната.
Програмата за парламентарните избори следва подобни приоритети като платформата на Зелените в изборите за ЕП (вж. по-горе). Трите основни приоритета на Зелените са:
1. Опазване на природата на България, нейните уникални национални и природни паркове и защитени територии – заради бъдещите поколения на страната, заради отговорността, която България носи като член на ЕС за опазването на територии и видове под защитата на ЮНЕСКО и от общоевропейско значение; приемането на закони и нормативни актове, гарантиращи опазването на околната среда; съчетаването на приоритетното регионално развитие на страната със запазването на природата в модел за устойчиво развитие на общините.
2. Разширяване на ролята на гражданското общество – чрез реформа в структурата на държавата и начина, по който тя функционира; гражданското общество да има законодателна и административна инициатива и права, да бъде фактор и коректив при взимането на решения, засягащи управлението и развитието на околната среда, гражданите и държавата.
3. Изграждането и утвърждаването на България като устойчиво развита съвременна държава, член на Европейския съюз; изработването и приемането на законови и нормативни пакети, осигуряващи приоритетното ѝ развитие.

Резултатите от парламентарните избори през 2009 показват общо 21 704 подадени за „Зелените“, което е повишение спрямо изборите за ЕП само месец по-рано. Процентното участие обаче е по-ниско и то е 0,52 % от гласовете, поради повишената избирателна активност на парламентарните избори и което е недостатъчно за получаване на мандат за излъчване на представител на Зелените в НС.
Мажоритарни кандидати на Зелените са издигнати в 28 от общо 31 избирателни района. Мажоритарният вот на Зелените събира общо 25 652 гласа.

### Местни избори (2011)
Зелените участва в местните избори през 2011 г. самостоятелно или в местни коалиции, като успяха да спечелят места за 6 общински съветника (4 от листи на ПП Зелените, 2 – от коалиции с участието на Зелените). Партията самостоятелно получава по два мандата за общински съветници в Луковит, по два в Трявна. В Добрич в коалиция с Движение „Гергьовден“ реализират един мандат за общински съветник, от общо два мандата за коалицията „Граждани в повече“.

### Парламентарни избори (2013)
Както и при изборите за ЕП и НС през 2009, Зелените започнаха кампания по улиците на страната за покриване изискванията за регистрацията за парламентарните избори през 2013 г. – 7000 подписа и 10000 лв. депозит за участие. Зелените са успешно регистрирани от ЦИК за участие в изборите, след кампания по събиране на дребни дарения и подписи на щандове в много градове, в течение на която лицата на Зелените не крият критиките си към системата за събиране и проверка на подписите от страна на ЦИК и ГРАО.
Партията регистрира кандидати във всички избирателни райони, с изключение на Добрич. Зелените се представят по-добре от предходните парламентарни избори през 2009 г., като е една от двете партии, която успява да повиши подкрепата си като брой гласове. За Зелените са подадени общо 26 520 гласа или 0,75% от валидните бюлетини. Този резултат е недостатъчен за излъчване на представители в XLII НС.

### Избори за Европейски парламент (2014)
За изборите за членове на ЕП през 2014 г. Зелените издигат листа, водена от гражданската кандидатура на Атанас Чобанов, известен разследващ журналист, разследващ незаконното строителство по Българското Черноморие и основател на сайта Биволъ. Листата събира 0,56 % от гласовете в изборите или 12 547 при много ниска обща избирателна активност.

### Местни избори (2015)
Кампанията за местните избори през 2015 г. е по-успешна. Зелените печелят 2,06 % от гласовете за общински съветници в София и са представени в Столичния общински съвет с един съветник – Иван Велков. С подкрепата на партията е избран кмета на община Горна Малина, независимия кандидат Ангел Жиланов, чиято програма е превръщането на Горна Малина в „зелена община“, както и един общински съветник. Двама общински съветници са избрани в Община Асеновград с листата на Зелените самостоятелно. В Луковит са избрани трима общински съветници. В Радомир са избрани двама общински съветници.
С подкрепата си за местни граждански активисти или участие в местни коалиции, Зелените успяват да реализират избор на общински съветник в Хасково (МК Сряда 7), един съветник в Тополовград (МК Възраждане), двама съветници в Сливен, един съветник в Силистра.

### Парламентарни избори в България (2017)
Заедно с Движение „Да, България!“ и ДЕОС се коалира, за да участва в изборите. Коалицията получава 101 217 гласа или 2,88% от гласувалите, поради което не влиза в Парламента.

### Избори за Европейския парламент в България (2019)
Макар и в процес на промяна на името, ПП Зелените участва в изборите в коалиция Демократична България – Обединение“ (ДБО), заедно с ДСБ и ПП Движение „Да, България!“.
ПП Зелено движение определя своите представители в общата коалиционна листа на обединение с онлайн гласуване на Националния съвет, резултатите от което са обявени на 22 февруари 2019. Техен фаворит е биофермерът Албена Симеонова, следвана от учителя от „Заедно в час“ и зам.-директор на столично училище Росен Богомилов, еколога Тома Белев, музиканта Васил Гюров и Даниела Божинова – изследовател на електоралната демокрация, политическите права и референдумите.

### Парламентарни избори в България (2021)
На националното събрание на Зелено движение през 28 септември 2020 г. се гласува за „явяване на предстоящите парламентарни избори заедно с останалите двама членове на Демократична България“, както и отказ от „коалиция, с която и да е от политическите сили, представени в сегашното Народно събрание“.
На изборите коалицията привлича 302 270 гласоподаватели и реализира 27 депутатски мандата в XLV народно събрание, от които Зелено движение е представено от 4-ма народни представители.

## Резултати

### Резултати от избори за национален парламент (Народно събрание)
| Година              | Гласове брой | Разлика | Гласове % | Разлика % | Представители | Място в управлението        |
| ------------------- | ------------ | ------- | --------- | --------- | ------------- | --------------------------- |
| 2009 пропорционални | 21 704       | -       | 0,52 %    | -         | 0             | Извънпарламентарна опозиция |
| 2009 мажоритарни    | 25 652       | -       | -         | -         | 0             | Извънпарламентарна опозиция |
| 2013                | 26 520       | + 4816  | 0,75 %    | + 0,23 %  | 0             | Извънпарламентарна опозиция |
| 2014                | 19 990       | - 6530  | 0,61 %    | – 0,14 %  | 0             | Извънпарламентарна опозиция |

### Резултати от избори заЕвропейски парламент
| Година | Гласове брой | Разлика | Гласове % | Разлика % | Представители | Място в управлението        |
| ------ | ------------ | ------- | --------- | --------- | ------------- | --------------------------- |
| 2009   | 18 444       | -       | 0,72 %    | -         | 0             | Извънпарламентарна опозиция |
| 2014   | 12 547       | - 5897  | 0,56 %    | – 0,16 %  | 0             | Извънпарламентарна опозиция |

### Резултати от местни избори в София
| Година              | Гласове брой | Разлика | Гласове % | Разлика % | Представители | Място в управлението |
| ------------------- | ------------ | ------- | --------- | --------- | ------------- | -------------------- |
| 2011 Общински съвет | 3288         | -       | 0,71 %    | -         | 0             | извън СОС            |
| 2011 Кмет           | 2364         | -       | 0,51 %    | -         | 0             | неизбран             |
| 2015 Общински съвет | 7724         | + 4436  | 2,06 %    | + 1,35 %  | 1             | опозиция в СОС       |
| 2015 Кмет           | 5657         | + 3293  | 1,43 %    | + 0,92 %  | 0             | без                  |

## Участия в референдуми

### Местни референдуми за Бургас-Александруполис
Бургаският активист на Зелените Даниела Божинова e един от инициаторите и основните критици на петролопровода „Бургас – Александруполис“ и радетел за организирането на местни референдум, който да реши съдбата на спорния проект. Усилията на гражданските активисти и местната организация на Зелените дават резултат и в началото на 2009 г. общините Созопол, Бургас и Поморие се провеждат местни референдуми за реализирането на нефтопровода. Зелените активно агитират срещу проекта „Бургас – Александруполис“. През май 2009 г. в Община Поморие се провежда референдум, на който 98,97% от общо гласувалите се обявяват срещу изграждането на „Бургас – Александруполис“. Подобни са резултатите и в останалите черноморски общини.

### Национален референдум (2013)
Зелените заемат активна роля в проведения през 2013 година Национален референдум за или против развитието на ядрена енергетика в България чрез изграждане на нова ядрена мощност. Законът прякото участие на гражданите в държавната власт и местното самоуправление не предвижда изрично регистриране на партии за застъпване на позиции в референдуми, препраща към Избирателния кодекс. Въпреки това, ЦИК не приема процедури и формуляри за регистрации на партии за участие в кампаниите за национален референдум.
Съвместно с браншовата организация на производителите на фотоволтаична енергия от соларни панели, както и с коалиция от антиядрено настроени НПО „БелеНЕ“, Зелените сформират инициативен комитет, застъпващ алтернативната теза „против“ в референдума. Инициативният комитет прави неуспешен опит за регистриране на инициативен комитет, който да защитава позицията „не“ в насрочения за 28 януари национален референдум за ядрената енергетика. В опит да изпълнят изискването за представяне на подписка от поне 7000 избиратели, Зелените предоставят подписка от 7315, но след проверка в ГРАО коректни се оказват едва 6252, което става причина Централната избирателна комисия да откаже регистрация. Допълнителен срок не е предоставен от ЦИК и събраните допълнителни близо 2000 подписа са изгорени публично пред сградата на ЦИК от представители на инициативния комитет. Върховният административен съд потвърждава невалидността на представената подписка и непредставянето на допълнителен срок.